# Physical (Olivia Newton-John-album)
A Physical Olivia Newton-John 1981-ben megjelent studióalbuma. Címadó dala, a Physical Olivia legnagyobb sikere volt. Az album dalai alapján Olivia Newton-John: Let's Get Physical címmel tévéműsor, Physical Videogram címmel videókazetta jelent meg. Az album sikere alapján koncertkörút is következett, mely Live! Olivia in Concert címmel koncert DVD-n is kiadásra került.

## Az album ismertetése
A hetvenes években elsősorban folk és country énekesként világsikert elérő Olivia a Grease után megjelentette első popzenei albumát. A Totally Hot minden előzetes félelem ellenére igen sikeres lett. Ennek az albumnak a nyomdokain, de már a nyolcvanas évek hangzásvilágának jegyében készült el az 1981-es Physical, mely Olivia talán legnagyobb sikere lett.
Címadó dala sorra megdöntötte a slágerlista rekordokat, közel harminc évvel a lemez bemutatója után is még elnyerte a minden idők hatodik legnépszerűbb száma helyezést. Pikáns és kétértelmű szövege miatt több rádióállomás megtagadta a játszását, a dalt Utah államban be is tiltották. Olivia az utolsó pillanatban vissza is akarta vonatni, de már lement a rádióban és pillanatok alatt hatalmas siker lett.
A lemez borítóján, melyet a közismert Herb Ritts készített és az album videóklipjeiben Olivia sportos ruhában, tőle szokatlan módon rövid hajjal, az azokban az években általa divatba hozott fejpánttal látható. A dalok hangzásvilága szakítás az előző Totally Hot és Xanadu albumok hangzásvilágával, jellegzetesen a nyolcvanas évek elejének stílusában íródtak. Az album 2012. február 22-én ismét kiadásra kerül különleges minőségű SACD (Super Audio CD) lemezen (Universal Japan, kat.sz: UIGY9086).

## Az album számlista
|     | Cím                            | Szerző(k)                  | Hossz |
| --- | ------------------------------ | -------------------------- | ----- |
| 1.  | Landslide                      | John Farrar                | 4:27  |
| 2.  | Stranger's Touch               | Farrar, Steve Kipner       | 3:49  |
| 3.  | Make a Move on Me              | Farrar, Tom Snow           | 3:17  |
| 4.  | Falling                        | Farrar                     | 3:45  |
| 5.  | Love Make Me Strong            | Terry Britten, Sue Shifrin | 3:10  |
| 6.  | Physical                       | Kipner, Terry Shaddick     | 3:44  |
| 7.  | Silvery Rain                   | Hank Marvin                | 3:39  |
| 8.  | Carried Away                   | Barry Gibb, Albhy Galuten  | 3:42  |
| 9.  | Recovery                       | Farrar, Snow               | 4:18  |
| 10. | The Promise (The Dolphin Song) | Olivia Newton-John         | 4:32  |

## Helyezések
- Az album az Egyesült Államokban 6., Angliában 11., Ausztráliában No.1 helyezett és kétszeres platinalemez lett.
- „Make a Move on Me”„” – Billboard Hot 100: No.5, Billboard AC: No.6, U.K.: No.43, Ausztrália: No.15
- „Landslide” – Billboard Hot 100: No.52, U.K.:No.18, Ausztrália: No.42
- „Physical” dal: Billboard Hot 100: No.1., Billboard AC: No.29, Billboard R&B Singles: No.28

A Physical dal tíz héten keresztül volt első helyezett a Billboard Hot 100 listán, ez akkoriban abszolút rekord volt, amit sem megdönteni sem elérni nem sikerült több mint tíz éven keresztül. Megválasztották az évtized No.1 dalának, platinalemez lett.
A Billboard ötvenéves fennállásának összesített listáján a 6. helyezést érte el. 2010-ben első helyezett lett a Billboard minden idők legszexibb dala listán.
2012. június 25-én a „Physical” dal első helyezett a Billboard dalok a szexről listáján (top sexy songs poll).

## APhysical Tourkoncertkörút
Az album sikereire alapozva Olivia 1982. őszén több mint hatvan koncertből álló körutat tartott. A teljesen élő koncerteken rockzenekar és női vokál kísérte Olivia énekét, az akkoriban szokásos módon táncosok, díszletek, különösebb show-elemek helyett a hangsúly az élő zenén volt. Olivia több alkalommal ruhát cserélt, az utolsó szetben sportruhában, fejpánttal énekelte a Physical-t, a dal végén egy rövid, de igen gyors tempójú zenés ugrókötelezés következett, majd a koncertet Olivia szokásos záró dala, az I Honestly Love You fejezte be.
A szeptemberi bostoni koncert érdekessége, hogy két alkalommal kellett lemondani. Első alkalommal a városi sportcsarnokba hirdették meg, majd ingyenes szabadtéri koncertként kívánták megtartani. Ezt a keddi napra tervezett időpontot azonban elmosta az eső. A végül csütörtökön megtartott koncert volt Olivia új dala, a „Heart Attack” előre be nem jelentett világpremierje, az ingyenkoncert szervezésének oka.
A körút során kismértékben változtak az előadott dalok, az 1982. október 1-jén Oaklandban tartott koncert pontos listája fennmaradt:
1. Olivia életét bemutató, diaképekből álló zenés bevezető
2. Deeper Than the Night
3. Have You Never Been Mellow
4. Let Me Be There
5. If Not for You
6. Please Mister Please
7. If You Love Me
8. Jolene
9. Sam
10. Xanadu
11. Magic
12. Suddenly
13. A Little More Love
14. The Promise (The Dolphin Song)
15. Silvery Rain
16. Falling
17. Heart Attack
18. Make a Move on Me
19. Hopelessly Devoted To You
20. You're the One That I Want
21. Physical
22. I Honestly Love You

A koncerteket több esetben a helyi tévéállomások közvetítették, a Utah állambeli Ogden városában tartott két koncertről videófelvétel is készült mely Live! Olivia in Concert, illetve Live! címmel jelent meg videókazettán 1983-ban, majd később DVD lemezen.
A Physical album, majd koncertkörút Olivia pályájának egyértelmű csúcspontja volt. A szinte hisztérikus sikerrel kapcsolatos állandó fellépések, a teljesen élő előadásokból álló koncertsorozat annyira kifárasztotta Oliviát, hogy akkor döntötte el, megpróbál kissé visszahúzódni a magánélet, család és a nyugalmasabb filmezés irányába.

## Physical Videogram

### APhysical Videogramvideókazetta ismertetése
1981-ben még nem létezett sem az MTV, sem más tematikus zenei tévécsatornák, a videóklip műfaj még gyermekcipőben járt, mikor Olivia kockázatos lépésre szánta el magát. Saját költségén, mintegy félmillió dollárból elkészítette jórészt új, Physical című lemezének klipjei alapján Olivia Newton-John: Let's Get Physical című, közel egyórás tévéműsorát. A klipek Malibuban, Londonban és Hawaiin, az összekötő szöveges interjúk Olivia malibui házában készültek. Eleinte nem találtak tévécsatornát, amelyik vállalta volna, hogy főműsoridőben leadja, végül az ABC csatorna vállalta a kockázatot. A műsor elsöprő sikernek bizonyult, első adása alkalmával az amerikai tévénézők 35%-a nézte, ami kiemelkedően jó eredménynek számított, a legnézettebb tévéműsorok Top 10 Nielsen listájába került. A műsor hamarosan némileg eltérő változatban Physical Videogram címmel laserdiscen és videókazettán is megjelent, 1982-ben elnyerte az év videója kategóriában a Grammy-díjat, No.11 lett a Billboard VHS eladási és No.18 a kölcsönzési listán. DVD lemezen nem jelent meg, de a nehezen beszerezhető és koros videókazetta klipjei intro és interjúk nélkül megtalálhatóak Olivia Video Gold DVD válogatásán.

### APhysical Videogramvideókazetta klipjei
- Physical Intro (bevezető klip)
- Landslide (a klipben leendő férje, a fiatal Matt Lattanzi is látható
- Magic
- Physical
- Carried Away
- A Little More Love
- Recovery
- The Promise (The Dolphin Song)
- Love Make Me Strong
- Stranger's Touch
- Make a Move on Me
- Falling
- Silvery Rain
- Hopelessly Devoted to You

### APhysical Videogramkiadásai
- USA videókazetta: MCA 55050
- U.K. videókazetta: EMI Picture Music MVP 99 1015 2 és EMI TVE 90 0531 2
- USA laserdisc: MCA 74-017
- Japán laserdisc: Pioneer Artists: PA-82-017